# Halina Bolińska-Sołtysiak
Halina Bolińska-Sołtysiak – polska kardiolog profesor nauk medycznych.

## Życiorys
Otrzymała tytuł profesora nauk medycznych. Pracowała w I Katedrze Kardiologii i Kardiochirurgii na Uniwersytecie Medycznym w Łodzi. Jest promotorem 11 prac doktorskich.